# Sceloporus bimaculosus
Espèce
Synonymes
- Sceloporus magister bimaculosus Phelan & Brattstrom, 1955

Sceloporus bimaculosus est une espèce de sauriens de la famille des Phrynosomatidae, elle se nourrit principalement le matin de ce qu'elle trouve sur place autour de son terrier, ou bien elle se déplace sur une distance de 2 km pour rechercher des insectes de toutes sortes (dont les fameuses mantes religieuses arboricoles sauvages).

## Répartition
Cette espèce se rencontre :
- aux États-Unis dans le Nouveau-Mexique ;
- au Mexique dans le Coahuila et dans le Chihuahua (sauf en ville).

## Publication originale
- Phelan & Brattstrom, 1955 : Geographic variation in Sceloporus magister. Herpetologica, vol. 11, no 1, p. 1-14.